# プラトヴェッキオ・スティーア
プラトヴェッキオ・スティーア (伊: Pratovecchio Stia) は、イタリア共和国トスカーナ州アレッツォ県にある、人口約5,400人の基礎自治体（コムーネ）。
コムーネ統廃合 (it:Fusione di comuni italiani) により、2014年1月1日にプラトヴェッキオとスティーアが合併して発足した。

## 地理

### 位置・広がり

#### 隣接コムーネ
隣接するコムーネは以下の通り。括弧内のFCはフォルリ＝チェゼーナ県、FIはフィレンツェ県所属を示す。
- バーニョ・ディ・ロマーニャ (FC)
- カステル・サン・ニッコロ
- ロンダ (FI)
- モンテミニャーイオ
- ペーラゴ (FI)
- ポッピ
- ルーフィナ (FI)
- サン・ゴデンツォ (FI)
- サンタ・ソフィーア (FC)

### 気候分類・地震分類
プラトヴェッキオ・スティーアにおけるイタリアの気候分類 (it) および度日は、zona E, 2234 GGである。
また、イタリアの地震リスク階級 (it) では、zona 2 (sismicità media) に分類される。

## 行政

### 分離集落
プラトヴェッキオ・スティーアには以下の分離集落（フラツィオーネ）がある。
- Campolombardo, Casalino, Castel Castagnaio, Gualdo, Lonnano, Moiano, Molin di Bucchio, Monte di Gianni, Moriccia, Palazzo, Papiano, Porciano, Pratariccia, Pratovecchio, Romena, Serelli, Stia (sede comunale), Tartiglia, Vallucciole, Villa